# Ferdinand von Mueller
Ferdinand Jacob Heinrich von Mueller (Rostock, 30 de junio de 1825 - Melbourne, 9 de octubre de 1896) fue un médico, botánico y geógrafo alemán.

## Biografía

### Inicios
Nacido en la ciudad alemana de Rostock, comienza sus estudios en esta ciudad pero debe marcharse puesto que en 1830 su padre muere de tuberculosis y su decide madre regresar a su ciudad natal, Tönning, en donde muere 5 años más tarde de la misma enfermedad que su esposo. Entonces Ferdinand es cuidado por sus abuelos. A los 15 años se hace aprendiz de farmacéutico en Husum y se apasiona por la botánica. Su gran herbario, con unos 5.000 especímenes le dio una buena reputación en el círculo de botánicos de Schleswig-Holstein. En 1847 obtiene un doctorado de philosophiae en la Universidad de Kiel por su tesis sobre la flora del suroeste de la región de Schleswig-Holstein. Decide emigrar hacia climas más cálidos, acompañado con dos hermanas, zarpa desde Bremen con rumbo a Australia. Arribó a Adelaida el 18 de diciembre de 1847.
Mueller se dedica a recorrer la colonia durante 1848 y 1852 describiendo y descubriendo una gran cantidad de plantas desconocidas para la botánica occidental. Él contribuyó con unos pocos documentos de temas botánicos para periódicos alemanes.
Para 1849 decide comprar la farmacia de la que había sido aprendiz pero una guerra en Schleswig-Holstein lo desanima de concretar el proyecto y elige permanecer en Australia. En agosto del mismo año obtiene nacionalidad británica y cambia su nombre apellido al de Mueller (su apellido natal era Müller).
En 1852 envió un documento a la Sociedad linneana de Londres titulado "La flora del sur de Australia". Posteriormente se trasladó a la ciudad de Melbourne, capital de Victoria desde 1851.

### Botánico de Victoria
Fue designado botánico del gobierno por el gobernador Charles La Trobe en el año 1853 (un puesto que fue creado nuevamente para él), se dedicó a examinar la flora, especialmente la vegetación alpina de Australia, que era desconocida. Exploró las cordilleras del búfalo, luego el río Goulburn y llegó a la costa cursando Gippsland. Las vecindades de Port Albert y Wilson's Promontory fueron exploradas; el viaje, de unos 2.700 km, fue completado a lo largo de la costa de Melbourne. Debe reconocerse la importancia y meticulosidad de la recolectora Mary Harriet Bate (1855-1951).
El mismo año, se estableció en el Herbario nacional de Victoria, que aún hoy puede ser visitado. El herbario tiene muchas plantas autóctonas y de otros lares, muchas de las cuales fueron recogidas por Mueller.
Entonces, como naturalista fitogeógrafo, se integró en una exploración realizada por Augustus Charles Gregory y encargada por el duque de Newcastle, secretario de estado para las colonias. Ferdinand von Mueller exploró el río Victoria y otras porciones del territorio del norte de Australia, fue uno de los cuatro que alcanzó llegar al lago Termination en 1856, y a la bahía Moreton. Mueller por su parte encontró cerca de 800 especies de plantas nuevas en Australia. Publicó ese año su obra titulada Definitions of Rare or Hitherto Undescribed Australian Plants.
Ferdinand von Mueller muere en la ciudad australiana de Melbourne el 10 de agosto de 1896.

## Honores
Se convierte en miembro del Royal Society en 1861, que le otorga la Medalla Royal en 1888. Mueller además ingreso a muchas otras sociedades científicas entre ellas incluidas Deutsche Akademie der Naturforscher Leopoldina (1857), la Real Sociedad de Geografía (1858), la Sociedad linneana de Londres (1859).
En 1873, Mueller recibió un doctorado honorario de la universidad de Rostock, en 1883 la Royal Society of New South Wales le concedió la medalla de Clarke.
En 1948, un sello postal de Australia lo honra, y nuevamente en 1996 para el centenario de la muerte de Mueller en una edición conjunta con el Deutsche Post.

### Epónimos
- (Fabaceae) Muelleranthus Hutch.[1]

## Obra
- Definitions of Rare or Hitherto Undescribed Australian Plants, 1856

- Fragmenta phytographiæ Australiæ(once v. 1858 a 1881.

- Plants of Victoria, 1860—1865.

- Select Extra-Tropical Plants readily eligible for Industrial Culture or Naturalisation 1876

- Plants Indigenous to the Colony of Victoria dos v. 1860-1865

- Systematic Census of Australian Plants 1882

- Iconography of Australian Species of Acacia and Cognate Genera 1887-1888.

## Publicaciones adicionales en línea
- Index perfectus ad Caroli Linnaei : species plantarum / collatore Ferdinando de Mueller. (1880)
- Eucalyptographia. A descriptive atlas of the eucalypts of Australia and the adjoining islands (1879–1884)
- Select extra-tropical plants readily eligible for industrial culture or naturalisation (1891)
- Introduction to botanic teachings at the schools of Victoria (1877)
- The organic constituents of plants and vegetable substances and their chemical analysis(1878)
- Manuel de l'acclimateur(1887)
- Fragmenta phytographiæ Australiæ /contulit Ferdinandus Mueller (1858–18820
- The plants indigenous to the colony of Victoria, v. 1(1860–1862)